# Primera Fuerza 1906/07

Der Fußballpionier Percy Clifford wurde zum zweiten Mal nach 1904/05 Torschützenkönig der Liga.

Die Saison 1906/07 war die fünfte Spielzeit der in Mexiko eingeführten Fußball-Liga, die in der Anfangszeit unter dem Begriff Primera Fuerza firmierte.

## Teilnehmer
| Mannschaft            | Stadt                      | Sportplatz                                        |
| --------------------- | -------------------------- | ------------------------------------------------- |
| British Club          | Mexiko-Stadt               | Campo del Reforma Athletic Club (als Zweitnutzer) |
| México Country Club   | Churubusco                 | Campo del México Country Club                     |
| Pachuca Athletic Club | Pachuca de Soto            | Campo del Velódromo                               |
| Puebla Athletic Club  | Heroica Puebla de Zaragoza | Campo del Segundo Velódromo                       |
| Reforma Athletic Club | Mexiko-Stadt               | Campo del Reforma Athletic Club                   |

## Veränderungen
Die Fußballmannschaft des México Country Club, die in der folgenden Saison 1907/08 unter der neuen Bezeichnung México Fútbol Club antreten sollte, bezog zu Beginn dieser Spielzeit ihren neuen Sportplatz, der beim Heimspiel am 21. Oktober 1906 gegen den Puebla Athletic Club (1:1) eingeweiht wurde. 

## Saisonverlauf
Das erste Spiel fand am 8. September 1906 zwischen dem Pachuca Athletic Club und dem British Club statt und endete mit einem 0:1-Sieg der Hauptstädter. Auch die letzte Begegnung des Wettbewerbs fand auf dem Campo del Velódromo de Pachuca statt. Gast war der ebenfalls in Mexiko-Stadt beheimatete Reforma Athletic Club, der sich ebenfalls mit 0:1 durchsetzen konnte. Durch diesen Sieg zog Reforma am vorherigen Tabellenführer British Club vorbei und war nach seinem bereits in der vorangegangenen Saison 1905/06 erzielten Meistertitel die erste Mannschaft, die den Titel erfolgreich verteidigen konnte. Der Pachuca Athletic Club trat zu zwei seiner Auswärtsspiele (beim British Club und beim México Country Club) nicht an, die jeweils für den Gegner gewertet wurden (siehe Anmerkung zur Kreuztabelle).

## Abschlusstabelle 1906/07
| Pl. | Verein                | Sp. | S | U | N | Tore    | Diff. | Punkte |
| --- | --------------------- | --- | - | - | - | ------- | ----- | ------ |
| 1.  | Reforma Athletic Club | 8   | 6 | 0 | 2 | 017:600 | +11   | 12:40  |
| 2.  | British Club          | 8   | 5 | 1 | 2 | 008:100 | −2    | 11:50  |
| 3.  | Puebla Athletic Club  | 8   | 3 | 2 | 3 | 009:600 | +3    | 08:80  |
| 4.  | México Country Club   | 8   | 3 | 2 | 3 | 008:110 | −3    | 08:80  |
| 5.  | Pachuca Athletic Club | 8   | 0 | 1 | 7 | 000:900 | −9    | 01:15  |

## Kreuztabelle
Die Kreuztabelle stellt die Ergebnisse aller Spiele dieser Saison dar. Die Heimmannschaft ist in der linken Spalte aufgelistet und die Gastmannschaft in der obersten Reihe.
| 1906/07 | 1906/07             | RAC | BC  | PUE | MCC | PAC  |
| 01.     | Reforma AC          |     | 1:2 | 2:1 | 4:1 | 3:0  |
| 02.     | British Club        | 0:5 |     | 0:2 | 2:2 | Anm. |
| 03.     | Puebla AC           | 2:0 | 0:1 |     | 1:2 | 0:0  |
| 04.     | México Country Club | 0:1 | 0:2 | 1:1 |     | Anm. |
| 05.     | Pachuca AC          | 0:1 | 0:1 | 0:2 | 0:2 |      |

Anm. Die aufgrund des Nichtantritts des Pachuca Athletic Club nicht ausgetragenen Begegnungen beim British Club und beim México Country Club wurden jeweils für die Heimmannschaft gewertet. Die Torbilanz bildet nur die tatsächlich ausgetragenen Begegnungen ab.